# Sonneberg (Thüringen) Hauptbahnhof
Sonneberg (Thüringen) Hauptbahnhof is een spoorwegstation in de Duitse plaats Sonneberg. Het station werd in 1907 geopend.